# Moritz Rosenthal
Moritz Rosenthal (auch Moriz Rosenthal; * 1832 oder 1833 in Großwardein; † 30. Dezember 1889 in Wien) war ein österreichischer Neurologe.

## Leben
Rosenthal, Sohn eines Kaufmannes, nahm am Polytechnischen Institut Wien 1851 ein Studium der Botanik, Chemie, Mineralogie, Geognosie und Paläontologie auf. 1853 wechselte er an die Universität Wien zum Studium der Medizin. Seine Promotion zum Dr. med. erfolgte 1858, zum Dr. chir. sowie die Graduierung zum Mag. obstet. 1859. 1858 kam er zu Ludwig Türck an die Abteilung für Nervenkrankheiten im Allgemeinen Krankenhaus Wien.
Rosenthal habilitierte sich 1863 an der Wiener Universität und lehrte anschließen als Privatdozent für Elektrotherapie und Neuropathologie. Seine Beförderung zum außerordentlichen Professor für Nervenkrankheiten erfolgte 1875. Zugleich kam er mit Moriz Benedikt an die Ambulanz für Elektrotherapie. Diese wurde unter ihm in eine Ambulanz für Nervenkranke umgewandelt. Als deren Leiter wirkte er von 1883 bis 1888.

## Werke (Auswahl)
- Die Elektrotherapie, ihre Begründung und Anwendung in der Medizin: für praktische Ärzte, Braumüller, Wien 1865.
- Handbuch der Diagnostik und Therapie der Nervenkrankheiten, Enke, Erlangen 1870.
- Die Elektrotherapie und deren besondere Verwerthung in Nerven- und Muskelkrankheiten: ein Handbuch für praktische Ärzte, Braumüller, Wien 1873.
- Klinik der Nervenkrankheiten, Enke, Stuttgart 1875.
- Diagnose und Therapie der Rückenmarkskrankheiten, 1878
- Diagnose und Therapie der Magenkrankheiten, 1883.
- Beiträge zu Albert Eulenburgs Real-Encyclopädie der gesammten Heilkunde. Erste Auflage.
  - Band 1 (1880) (Digitalisat), S. 328–331: Angina pectoris
  - Band 3 (1880) (Digitalisat), S. 27–29: Catalepsie
  - Band 5 (1881) (Digitalisat), S. 604–613: Gehirnrinde; S. 613–623: Gehirntumoren
  - Band 6 (1881) (Digitalisat), S. 27–31: Gesichtsmuskelkrampf; S. 31–38: Gesichtsmuskellähmung
  - Band 8 (1881) (Digitalisat), S. 268–276: Lethargie
  - Band 9 (1881) (Digitalisat), S. 20–28: Metalloscopie
  - Band 13 (1883) (Digitalisat), S. 493–498: Tetanus